# Tichý jako šepot
Tichý jako šepot (v anglickém originále Loud as a Whisper) je jedna z epizod druhé sezóny seriálu Star Trek: Nová generace, která byla v České republice při své premiéře odvysílána jako šestá v pořadí, zatímco ve Spojených státech jako pátá.
V této epizodě se USS Enterprise D postará o přepravu hluchého a němého vyjednavače, který vede obtížná mírová jednání.

## Příběh
USS Enterprise D přilétá k planetě Ramatis III, aby vyzvedla proslulého vyjednavače Spojené federace planet Rivu, který byl požádán, aby vyřešil sváry válčících kmenů na planetě Solais V.
Ukáže se, že je Riva hluchý. Ke komunikaci proto využívá svůj „chór“ dvou mužů a ženy, kteří jsou telepaticky propojeni s jeho myslí. Poradkyně Troi vysvětluje, že Rivův „chór“ funguje jako překladatelé, každý ohledně jiného archetypu jeho osobnosti. První ze dvou mužů reprezentuje jeho intelekt, filozofii a logiku, druhý libido a touhu a žena moudrost a harmonii. Chór je tak sladěný, že dokážou „slyšet“ i jeho pohyby ruky. Tento vztah se vytvářel po staletí, kdy jejich předkové podobně sloužili Rivovým předkům.
Znepřátelené frakce na planetě Solais V navzájem bojují již 15 století a téměř se navzájem vyhubily. Riva konstatoval, že jakékoliv původní údajné důvody konfliktu, jako válka o území, bohatství či jiné hmatatelné aspekty již dávno pozbyly významu a že válka se změnila v čistou osobní nenávist, a tedy i mír musí být nastolen v osobním duchu. Zároveň se obává možných postranních úmyslů plynoucích z mírové iniciativy.
Riva, jeho chór, Worf a Riker se transportují na planetu a setkají se se dvěma vojáky od každé znepřátelené strany. Jeden z nich náhle zabije všechny členy Rivova chóru a následně je zabit svým kolegou.
Zpět na Enterprise má Riva z důvodu absence svého chóru problémy s komunikací a domnívá se, že selhal. Riker navrhuje, aby další vyjednávání vedl kapitán Picard, ale ten ví, že na Solais nebudou poslouchat nikoho jiného, než Rivu.
Doktorka Pulaská stanoví, že pro něj neexistuje žádné medicínské řešení jeho problému se sluchem, protože jeho mozek není schopen přijímat sluchové vjemy. Dat se mezitím naučí pět znakových řečí a překládá pro něj.
Poradkyně Troi Rivovi řekne, bude navrácen na Ramatis, ale nejprve že se sama pokusí dokončit vyjednávání, protože už zašli příliš daleko na to, aby toho teď zanechali. Pak se ho zeptá, jaké je jeho tajemství vedení úspěšného vyjednávání. On odpoví, že prostě dopomůže jedné straně sporu s komunikací s druhou stranou. Jediný trik je v tom, že přiměje oba znepřátelené tábory, aby si navzájem naslouchaly a porozuměly, čímž je nevýhoda obrácena ve výhodu. Troi se ho zeptá, proč tedy neučiní to samé a neobrátí svou vlastní nevýhodu ve výhodu. Riva o této myšlence popřemýšlí, pak se na ní pousměje, políbí jí a poděkuje Datovi.
Riker, Worf, Troi, Dat a Riva se opět transportují na planetu. Riva výsadku řekne, že se mohou vrátit, kdykoliv budou chtít, že pošle zprávu, až bude s vyjednáváním hotov. Riker se podiví, jak bude Riva schopen komunikovat bez překladatele. Ten to objasní tak, že naučí znesvářené strany znakovou řeč a tím vlastně obrátí nevýhodu ve výhodu. Věří, že když budou takto hovořit s ním, brzy začnou stejným způsobem hovořit i sami mezi sebou a to jim dopomůže k životu v míru. Dat řekne, že to může trvat měsíce, ale Troi věří, že to je jistě smysluplně strávený čas. Výsadek se vrací na Enterprise a ponechává Rivu na planetě samotného.